# Eggendorf
Eggendorf osztrák község Alsó-Ausztria Bécsújhelyvidéki járásában. 2020 januárjában 4950 lakosa volt. 

## Elhelyezkedése

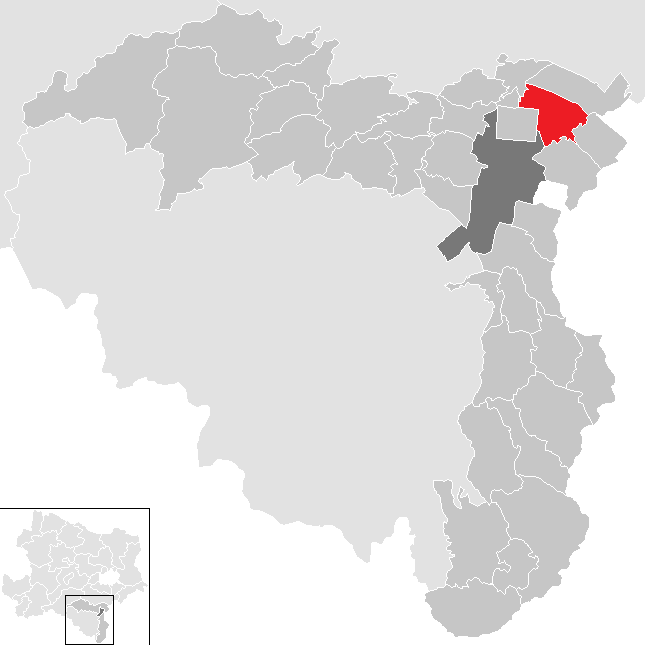
Eggendorf a Bécsújhelyvidéki járásban

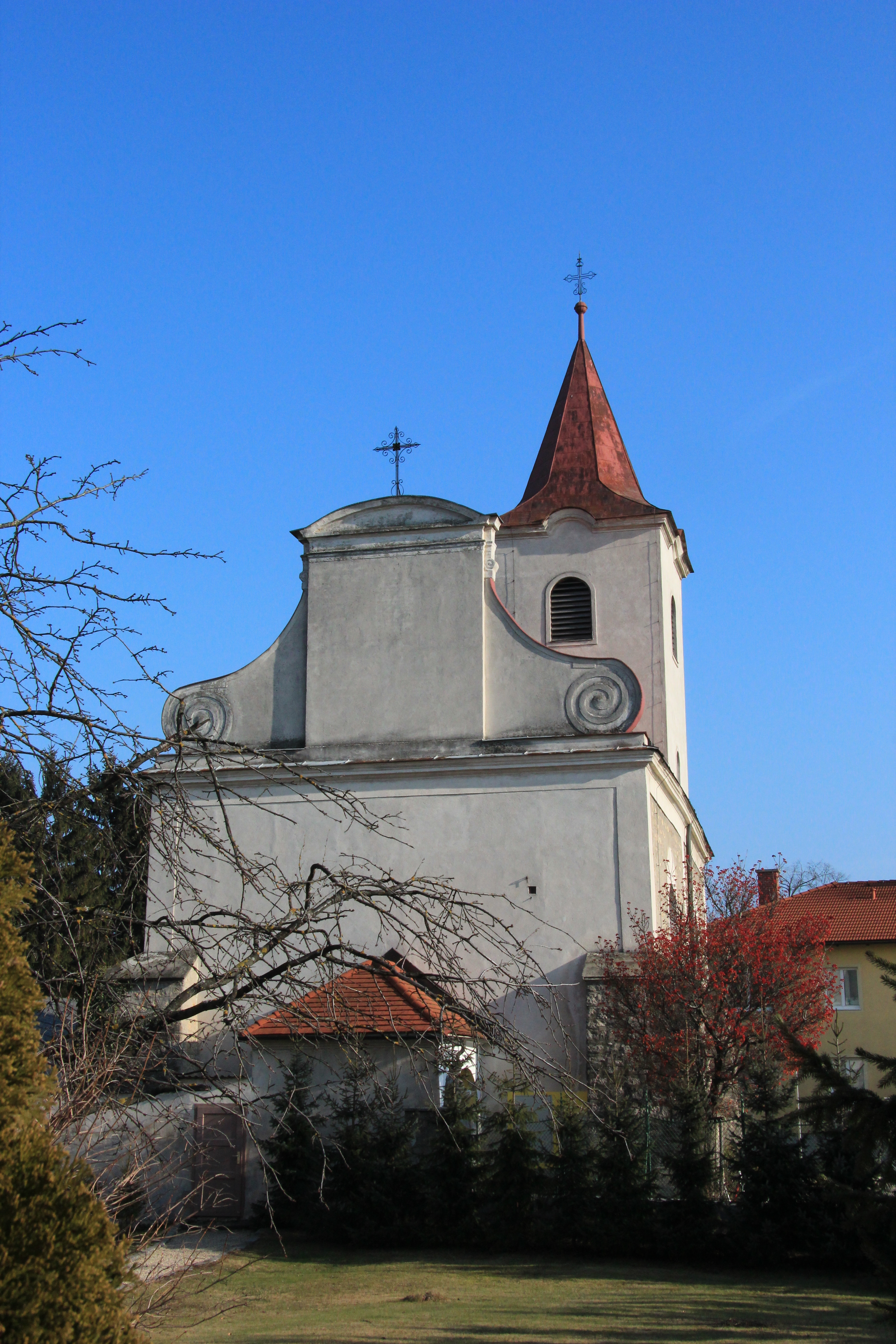
A Szt. Péter és Pál-plébániatemplom

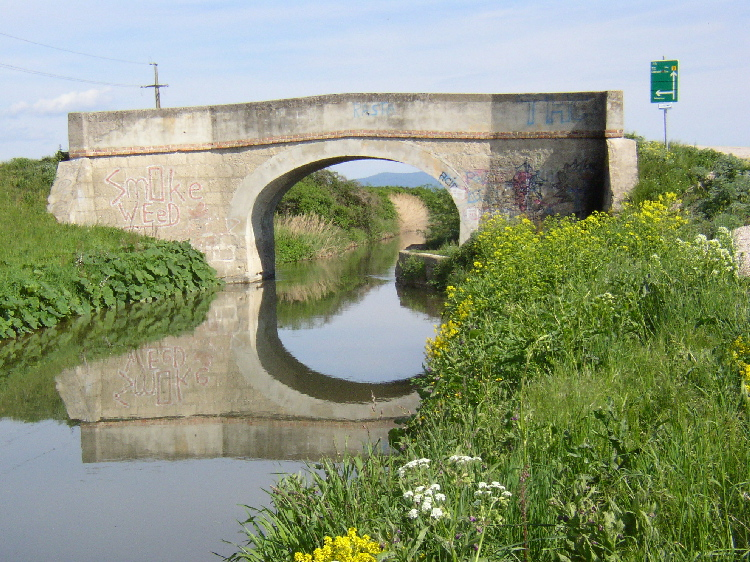
A Bécsújhelyi-csatorna hídja

Eggendorf a tartomány Industrieviertel régiójában fekszik a Bécsi-medence délkeleti peremén, a Lajta és a Warme Fischa folyók mentén. Területének 14,6%-a erdő, 56,3% áll mezőgazdasági művelés alatt. Az önkormányzat területe két katasztrális községre oszlik: Ober-Eggendorfra és Unter-Eggendorfra.
A környező önkormányzatok: északkeletre Ebenfurth, délkeletre Zillingdorf, délre Lichtenwörth, délnyugatra Bécsújhely és Theresienfeld, nyugatra Felixdorf, északnyugatra Sollenau.

## Története
Eggendorf térsége a magyar honfoglalástól kezdődően évszázadokig a magyar-osztrák határvidék gyepűjéhez tartozott, így lakatlan volt. Csak a 13. században kezdték el betelepíteni a régiót, ekkor alapították Bécsújhelyet is. Eggendorfot a források először 1292-ben említik. A 15. század végén Mátyás magyar király hadai tartották megszállva, 1529-ben a Bécset ostromló törökök fosztották ki, 1604-ben Bocskai István hajdúi égették fel a falut és templomát. 1594-ben a pestis szedett áldozatokat. 1650-ben Jakob von Berchtold báró papírmalmot alapított.   
A községi önkormányzat 1854-ben alakult meg Ober-Eggendorf és Unter-Eggendorf egyesülésével. Ekkor 72 házban 654-en éltek a községben. 1908-ban először repültek át Eggendorf fölött a (a Parzival léghajóval). A második világháború után a község a szovjet megszállási zónába került.      

## Lakosság
Az eggendorfi önkormányzat területén 2020 januárjában 4950 fő élt. A lakosságszám 1961 óta erőteljesen gyarapodó tendenciát mutat; azóta közel háromszorosára duzzadt. 2018-ban az ittlakók 86,7%-a volt osztrák állampolgár; a külföldiek közül 1,9% a régi (2004 előtti), 5,5% az új EU-tagállamokból érkezett. 5% a volt Jugoszlávia (Szlovénia és Horvátország nélkül) vagy Törökország, 1% egyéb országok polgára volt. 2001-ben a lakosok 58%-a római katolikusnak, 4,4% evangélikusnak, 2,9% ortodoxnak, 7% mohamedánnak, 25,2% pedig felekezeten kívülinek vallotta magát. Ugyanekkor a legnagyobb nemzetiségi csoportokat a német (84,6%) mellett a törökök (6,3%), a horvátok (2,3%), a szerbek (1,6%), és a magyarok (1,6%, 64 fő )alkották. 
A népesség változása:

| 2016 | 4 678 |
| 2018 | 4 794 |

## Látnivalók
- a Szt. Péter és Pál-plébániatemplom
- az 1803-ban átadott Bécsújhelyi-csatorna és ugyanekkor épült hídja

## Fordítás
- Ez a szócikk részben vagy egészben  az   Eggendorf (Niederösterreich) című német Wikipédia-szócikk ezen változatának fordításán alapul.  Az eredeti cikk szerkesztőit annak laptörténete sorolja fel. Ez a jelzés csupán a megfogalmazás eredetét és a szerzői jogokat jelzi, nem szolgál a cikkben szereplő információk forrásmegjelöléseként.